# Sągnity
Sągnity (deutsch Sangnitten) ist ein Ort in der polnischen Woiwodschaft Ermland-Masuren. Er gehört zur Landgemeinde Górowo Iławeckie (Landsberg) im Powiat Bartoszycki (Kreis Bartenstein), bis 1945 zum Kreis Preußisch Eylau in Ostpreußen.

## Geographische Lage
Sągnity liegt im Stablack im Nordwesten der Woiwodschaft Ermland-Masuren, 19 Kilometer westlich der früheren und heute auf russischem Staatsgebiet gelegenen Kreisstadt Preußisch Eylau (russisch Bagrationowsk) bzw. 32 Kilometer nordwestlich der jetzigen Kreismetropole Bartoszyce (deutsch Bartenstein).

## Geschichte
Das seinerzeitige Zantonithen wurde vor 1400 gegründet und war in der frühen Ordenszeit ein großer gemischter prußischer Ort. Nach 1414 Santenitten genannt hieß das Dorf bereits vor 1820 Sangnitten. Beim „Poleneinfall“ (1414) und beim „Ständekrieg“ (1454/66) hatte der Ort schwere Schädigungen hinzunehmen. Kaum davon erholt wurde Sangnitten 1520 im Reiterkrieg fast vollständig verwüstet und verödete. Noch 1540 war das Dorf völlig unbewohnt.
1563 sollte Sangnitten neu besiedelt werden. Erste Maßnahmen scheiterten jedoch. 1565 wurde ein zweiter Versuch unternommen, der mehr Erfolg hatte, besonders dank der Unterstützung des Hans Jacob Truchseß von Waldburg-Wildenhoff. Über zwei Jahrhunderte hinweg blieb Sangnitten allerdings ein adliges, gutsuntertäniges Bauerndorf der Begüterung Wildenhoff (polnisch Dzikowo Iławecki). Erst 1820 fand die Regulierung der Besitzverhältnisse der Sangnitter Bauern statt. Im Jahre 1831 zählte das Dorf 113 Einwohner, 1846 befanden sich 22 Wohngebäude und 160 Einwohner in dem aufstrebenden Dorf.
1874 wurde die Landgemeinde Sangnitten in den neu errichteten Amtsbezirk Wildenhoff im Kreis Preußisch Eylau, Regierungsbezirk Königsberg, aufgenommen. Bis 1910 stieg die Einwohnerzahl Sangnittens auf 245. Im Ersten Weltkrieg kam Sangnitten relativ unbeschadet davon.
Am 30. September 1928 gab es die neue Landgemeinde Sangnitten mit dem Ortsteilen Bahnhof sowie Gottesgnade (polnisch Gniewkowo) und Liebnicken (Lipniki). Sie zählte im Jahre 1933 375 und 1939 369 Einwohner.
Als 1945 das gesamte südliche Ostpreußen in Kriegsfolge zu Polen kam, erhielt Sangnitten die polnische Namensform „Sągnity“. Heute ist das Dorf eine Ortschaft innerhalb der Gmina Górowo Iławeckie (Landsberg) im Powiat Bartoszycki (Kreis Bartenstein), von 1975 bis 1998 der Woiwodschaft Olsztyn, seither der Woiwodschaft Ermland-Masuren zugehörig.

## Religion
Sangnitten war bis 1945 Teil des Kirchspiels der evangelischen Kirche Canditten (polnisch Kandyty) in der Kirchenprovinz Ostpreußen der Kirche der Altpreußischen Union.
Sągnity gehört jetzt zur römisch-katholischen Pfarrei in Kandyty im Dekanat Górowo Iławeckie im Erzbistum Ermland.

## Schule
Eine Schule im Dorf wurde 1756 gegründet.

## Verkehr

### Straßen
Sągnity liegt an einer Nebenstraße, die von Kandyty (Canditten) nach Augamy (Augam) bis zu polnisch-russischen Grenze führt und vor 1945 weiter bis in das heute russische Alexandrowskoje (früher polnisch Robity, deutsch Robitten) verlief. Straßen von Worszyny (Worschienen) und von Skarbiec (Schatzberg) kommend enden in Sągnity.

### Schienen
Von 1898 bis 1945 war Sangnitten eine Bahnstation an der Bahnstrecke Königsberg–Zinten–Landsberg–Heilsberg–Rothfließ. Die Grenzziehung durchtrennte die Bahnstrecke. Zwischen 1953 uns 1991/92 wurde die Bahnlinie südlich der Grenze von der Polnischen Staatsbahn noch befahren. Sie endete/begann jedoch in Sągnity. Heute ist das Dorf ohne Bahnanbindung, die Bahnanlagen sind seit 2006 so gut wie demontiert. 